# Cornubita
|  | No s'ha de confondre amb la cornubianita, una roca. |

La cornubita és un mineral de la classe dels fosfats. Rep el nom de Cornubia, el nom en l'època medieval per Cornualla.

## Característiques
La cornubita és un fosfat de fórmula química Cu₅(AsO₄)₂(OH)₄. Cristal·litza en el sistema triclínic. La seva duresa a l'escala de Mohs és 4. És el dimorf triclinic de la cornwallita.
Segons la classificació de Nickel-Strunz, la cornubita pertany a «08.BD - Fosfats, etc. amb anions addicionals, sense H₂O, només amb cations de mida mitjana, (OH, etc.):RO₄ = 2:1» juntament amb els següents minerals: cornwallita, pseudomalaquita, reichenbachita, arsenoclasita, gatehouseïta, parwelita, reppiaïta i ludjibaïta.

## Formació i jaciments
Va ser descoberta a Wheal Carpenter, a la localitat de Fraddam, dins l'àrea de St Erth - Gwithian, a Cornualla, Anglaterra. Tot i no ser una espècie gaire abundant ha estat descrita en tots els continents del planeta tret de l'Antàrtida. Als territoris de parla catalana ha estat descrita a la mina de la turquesa (Cornudella de Montsant, Priorat) i a la prospecció de barita de La Burguera (Capafonts, Baix Camp).